# Publio Ducenio Vero
Publio Ducenio Vero (en latín Publius Ducenius Verus) fue un senador romano del siglo I, que desarrolló su carrera política bajo los imperios de Vespasiano, Tito y Domiciano.

## Carrera Política
Su único cargo conocido fue el de consul suffectus entre mayo y agosto de 95, bajo Domicano. En su consilium consular estaba el padre del jurista romano Celso.
Todavía vivía en 102, bajo Trajano, cuando aparece como miembro del Colegio de los Pontífices.

## Descendencia
Su hijo Publio Ducenio Verres fue cónsul sufecto en 124,bajo Adriano.